# Maestro(s)
Maestro(s) é um filme de 2022 dirigido por Bruno Chiche. No Brasil, foi lançado pela Bonfilm nos cinemas em 16 de maio de 2024, antes do lançamento, foi apresentado no Festival Varilux 2023.

## Sinopse
O maestro François recebe um telefonema anunciando que ele irá reger a orquestra do Teatro Scala de Milão, mas seu filho, Denis, que também é maestro, descobre que ele é quem foi o escolhido.

## Elenco
- Yvan Attal : Denis Dumar
- Pierre Arditi : François Dumar
- Miou-Miou : Hélène Dumar
- Pascale Arbillot : Jeanne
- Caroline Anglade : Virginie
- Nils Othenin-Girard : Mathieu
- André Marcon : Alexandre Mayer
- Valentina Vandelli : Carla
- Caterina Murino : Rebecca
- Benoît Moret : Antoine

## Recepção
Na França, o filme tem uma nota média de 3/5 no agregador do AlloCiné, calculada a partir de 15 resenhas da imprensa.